# 紫棘十字虫
紫棘十字虫（学名：Acanthostaurus purpurascens）为十字叶虫科棘十字虫属的动物。分布于大西洋、太平洋、地中海以及西沙群岛等。
其种加词“purpurascens”意为“紫色的”。